# Papež Evgen I.
Evgen I. (ali Evgenij), svetnik in rimski papež katoliške Cerkve, * okrog 615 Rim (Italija, Bizantinsko cesarstvo); † 2. junij 657 Herson (Krim Bizantinsko cesarstvo). 

## Življenjepis
Evgen se je rodil v Rimu očetu Rufinijanu (Rufinianus), ki je bil tudi sam Rimljan. Že v zgodnji mladosti je vstopil v cerkveno službo in ji ostal zvest do smrti. Po naravi je bil dobrohoten in blag, pa je postal cesrjev kandidat v nameri, da bo popustljiv do monoteletske herezije. Kljub temu je s potrditvijo odlašal in je sedisvakanca trajala celo leto, en mesec in 25 dni. Kljub zavlačevanju se je cesar uštel, ker je Evgen podobno kot njegov predhodnik odločno nastopal proti krivoverstvu skoz cel svoj kratki pontifikat. 
Ko so katoličani zgubili upanje, da se bo papež Martin vrnil nazaj iz izgnanstva, ker ga je nasilni samodržec Konstans II. 16. junija 653 odstavil, so v Rimu izvolili njegovega naslednika; posvetili so ga šele 10. avgusta 654. Iz Martinovih pisem, ki jih je pisal iz izgnanstva na polotoku Krimu, se da sklepati, da je v to izbiro privolil v blagor krščanstva. 

## Smrt in češčenje
Umrl je v Rimu. Pokopali so ga v Baziliki svetega Petra v Rimu. 